# Humphreys County (Mississippi)
 For alternative betydninger, se Humphreys County. (Se også artikler, som begynder med Humphreys County)
Humphreys County er et county i den amerikanske delstat Mississippi. Det samlede areal er 1 117 km², hvoraf 1 083 km² er land.
Administrativt centrum i Humphreys County er Belzoni.
33°08′N 90°31′V / 33.13°N 90.52°V